# Ксерофтальмія
Ксерофтальмія — сухість слизової оболонки та рогівки ока у зв'язку з порушенням їх живлення. Розвивається при трахомі, інших очних хворобах, іноді — хімічних або термічних опіках, авітамінозі.